# Uhrusk
Uhrusk (prononciation [ˈuxrusk]) est un village de la gmina de Wola Uhruska, du powiat de Włodawa, dans la voïvodie de Lublin, situé dans l'est de la Pologne.
Il se situe à environ 3 kilomètres au sud-ouest de Wola Uhruska (siège de la gmina), 29 kilomètres au sud de Włodawa (siège du powiat) et 74 kilomètres à l'est de Lublin (capitale de la voïvodie).
Sa population s'élevait à 554 habitants en 2013.

## Administration
De 1975 à 1998, le village est attaché administrativement à l'ancienne voïvodie de Chełm.

Depuis 1999, il fait partie de la nouvelle voïvodie de Lublin.